# Theo Robinson
Pour les articles homonymes, voir Robinson.
Theo Robinson est un footballeur international jamaïcain, né le 22 janvier 1989 à Birmingham. Il possède également la nationalité britannique.
Évoluant au poste d'attaquant, il fait ses débuts professionnels avec son club formateur Watford FC puis évolue notamment à Hereford United, Southend United et Huddersfield Town. Il est actuellement sous contrat avec Southend United.

## Biographie
Theo Robinson commence le football à Stoke City FC. Non retenu par le club, il intègre, en 2005, le centre de formation de Watford FC et signe un contrat de deux ans. Le 22 avril 2006, il est appelé pour la première fois en équipe première lors de la victoire de Watford FC face aux Ipswich Town. Cinq jours plus tard, il fait ses débuts professionnels face aux Queens Park Rangers. Il entre en jeu à la 45e minute en remplacement de Darius Henderson, Watford FC s'impose sur le score de deux à un. Il signe son premier contrat professionnel le 1er février 2007 et part le même mois en prêt à Wealdstone FC en Southern Football League Premier Division. De retour à Watford FC, il fait ses débuts en Premier League lors du match à domicile disputé face à Newcastle United. Il entre en jeu à la 87e minute en remplacement de Will Hoskins et les deux équipes se séparent sur un match nul un partout.
Le 8 août 2007, Theo Robinson et son coéquipier Toumani Diagouraga sont prêtés à Hereford United. Prévu jusqu'à la fin décembre, le prêt est ensuite étendu jusqu'en mai 2008. Il termine la saison en étant le meilleur buteur du club avec 16 buts inscrits et le club est promu en fin de saison.
En 2008-2009, il fait quatre apparitions avec Watford FC. Le 24 janvier 2009, il est de nouveau prêté jusqu'à la fin de la saison à Southend United, club de League One. Il fait ses débuts sous ses nouvelles couleurs le même jour face à Yeovil Town. Il entre à la mi-temps de la rencontre, perdue un à zéro, à la place de Kevin Betsy. Il inscrit son premier but pour le club contre Tranmere Rovers le 14 février.

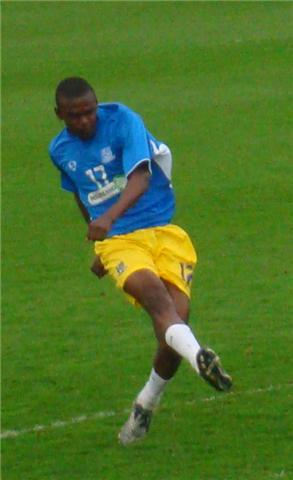
Theo Robinson face à Northampton Town en avril 2009

Le 3 juillet 2009, il signe un contrat de trois ans avec Huddersfield Town en League One. Il fait ses débuts lors du match nul deux partout face à Southend United le 8 août 2009. Trois jours plus tard, il marque son premier but pour Huddersfield Town en Coupe de la Ligue dans un match disputé à domicile face à Stockport County. Une semaine plus tard, il inscrit ses premiers buts en championnat lors de la victoire sept à un face à Brighton & Hove Albion. Il a ensuite marqué deux buts dans la victoire quatre à trois de Huddersfield à Newcastle United au second tour de la Coupe de la Ligue. Concurrencé en attaque par Jordan Rhodes et Lee Novak, Robinson fait son retour en équipe première lors de la victoire deux à zéro face à Leyton Orient le 20 mars et marque alors son premier but depuis novembre. Il inscrit ensuite sept buts lors du reste de la saison et termine le championnat en ayant inscrit 13 buts, 16 toutes compétitions confondues.
Le 8 septembre 2010, il rejoint Millwall FC pour un prêt de trois mois. Il inscrit son premier but pour les « Lions », le 16 octobre, lors d'une victoire 1-0 sur le terrain de Crystal Palace. Son prêt s'arrête au début du mois de novembre à la suite d'une blessure qui nécessite une opération du genou. L'entraîneur de Millwall FC, Kenny Jackett, ayant apprécié son parcours souhaite alors le réengager le plus tôt possible et le 30 décembre, Theo Robinson revient chez les « Lions ».
Il s'engage définitivement avec Milwall FC le 13 janvier 2011 mais ne parvient pas à s'imposer comme titulaire et, en février 2011, il rejoint en prêt Derby County pour trois mois. Il inscrit deux buts en 13 matchs au cours de cette période. Au terme de son prêt, il signe un contrat de deux ans, qui prend effet au 1er juillet 2011, avec le club. Remplaçant en début de championnat, il s'impose comme titulaire à la suite de la victoire deux à un face à Burnley FC et termine la saison avec 12 buts toutes compétitions confondues et termine meilleur buteur du club à égalité avec Steve Davies.
En novembre 2012, à la suite de son intérêt déclaré à jouer pour les « Reggae Boyz », la Fédération jamaïcaine de football indique qu'il fait partie des joueurs admissibles à être appelé pour les éliminatoires de la Coupe du monde 2014. En janvier 2013, il est appelé pour la première fois en sélection pour disputer la rencontre face au Mexique le 6 février. Dans ce match terminé sur un match nul zéro partout, il fait ses débuts internationaux en entrant à la 53e minute à la place de Jermaine Johnson.
Le 22 février 2013, il demande à être prêté pour joueur de manière régulière en équipe première. Il rejoint alors son ancien club Huddersfield Town jusqu'à la fin de la saison. Il fait ses débuts face à Ipswich Town le lendemain. Il ne marque aucun but en six apparitions.
À son retour à Derby County en mai, Robinson est placé sur la liste des transferts. Il rejoint en août Doncaster Rovers, pour une durée de deux ans et un montant de transfert estimé à 150 000 Livres. Il inscrit son premier but lors de sa première apparition sous ses nouvelles couleurs. Lors de sa seconde saison au club, il est prêté au Scunthorpe United où il inscrit trois buts en huit apparitions puis, son contrat n'est pas renouvelé.
Il s'engage alors avec le club écossais du Motherwell FC. Après une saison et demie dans ce club, il rejoint, le 25 janvier 2016, le Port Vale FC pour le reste de la saison.
Le 31 janvier 2017, il rejoint Southend United.
Le 31 janvier 2019, il est prêté à Swindon Town.
Le 24 août 2020, il rejoint Port Vale.